# Silver Memorial Bridge
Die Silver Memorial Bridge ist eine Straßenbrücke über den Ohio River und verbindet die beiden Orte Gallipolis in Ohio und Henderson in West Virginia. Die etwa 600 Meter lange Brücke ist in Gerberträger-Bauweise ausgeführt und ersetzte 1969 die zwei Jahre zuvor eingestürzte Silver Bridge, die sich etwa 1,5 Kilometer flussaufwärts befand. Heute führt der U.S. Highway 35 über die vierspurige Brücke, die von etwa 25.000 Autos am Tag befahren wird.
Nach dem Einsturz der Silver Bridge am 15. Dezember 1967, bei dem 46 Menschen starben, ordnete der damalige Präsident Lyndon B. Johnson eine landesweite Überprüfung aller unter Bundesbeteiligung errichteter oder betriebener Brücken an. Außerdem verkündete er am 8. Februar 1968 den Bau der Silver Memorial Bridge, die die eingestürzte Brücke ersetzen sollte. Der Bau wurde im Jahr 1969 fertiggestellt und am 15. Dezember 1969, exakt zwei Jahre nach dem Einsturz der alten Brücke, eröffnet.